# Guerra del trattino

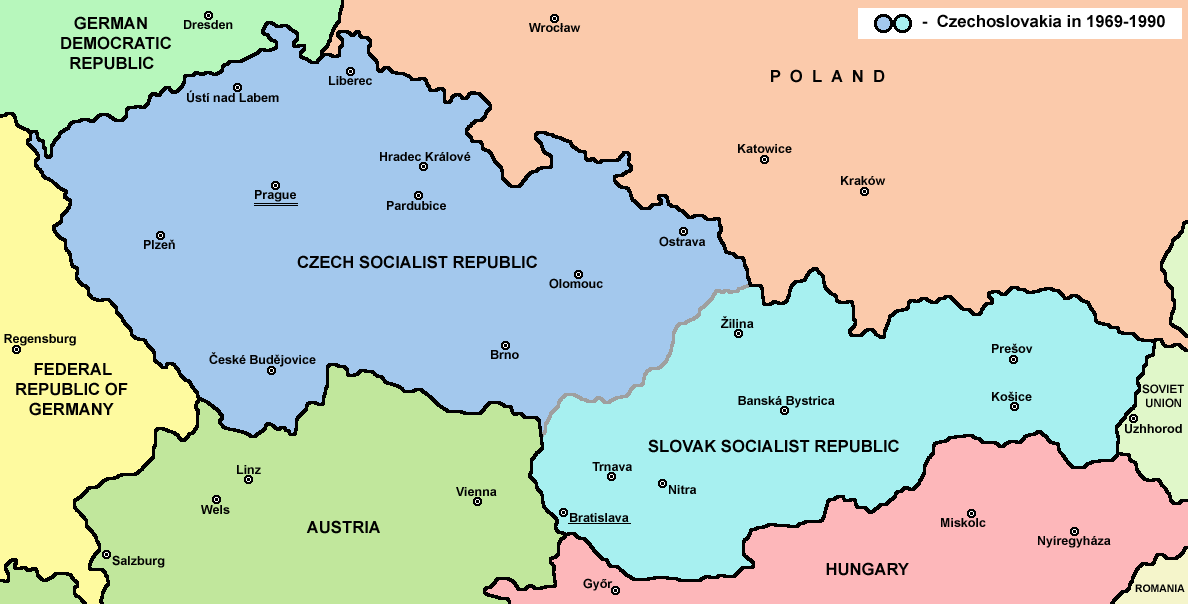
Guerra del trattino: Carta Geografica

La guerra del trattino (in ceco Pomlčková válka; in slovacco Pomlčková vojna) è stata una disputa politica su come chiamare la Cecoslovacchia dopo la caduta del governo comunista nel 1989.

## Sfondo
Il nome ufficiale del paese durante negli ultimi 30 anni di regime comunista era "Repubblica Socialista Cecoslovacca" (in ceco e in slovacco Československá socialistická republika, o ČSSR). Nel dicembre 1989, un mese dopo la Rivoluzione di velluto, il presidente Václav Havel annunciò che la parola "socialista" sarebbe stata eliminata dal nome ufficiale del paese. La convenzione comune suggeriva che il paese si sarebbe chiamato semplicemente "Repubblica Cecoslovacca", che era il nome ufficiale dal 1920 al 1938 e nuovamente durante la Terza Repubblica cecoslovacca e nei primi anni della Repubblica Socialista Cecoslovacca (1945-1960).
Tuttavia, i politici slovacchi ritennero che ciò diminuisse la statura paritaria della Slovacchia e richiesero che il nome del paese fosse scritto con un tratto di unione (ossia "Repubblica Ceco-Slovacca"), come era scritto dall'indipendenza nel 1918 fino al 1920, e nuovamente durante la Seconda Repubblica Cecoslovacca (1938-1939). Il presidente Havel cambiò quindi la sua proposta in "Repubblica di Ceco-Slovacchia", una proposta che non venne accettata.

## Risoluzione
Come compromesso, il 29 marzo 1990 il parlamento cecoslovacco decise che il nome lungo del paese doveva essere "Repubblica Federale Cecoslovacca", riconoscendola esplicitamente come una federazione. Il nome doveva essere scritto senza trattino in lingua ceca (Československá federativní republika), ma con un trattino in lingua slovacca (Česko-slovenská federatívna republika).
Questa soluzione si rivelò insoddisfacente e meno di un mese dopo, il 20 aprile 1990, il parlamento cambiò nuovamente il nome in "Repubblica Federale Ceca e Slovacca" (in ceco Česká a Slovenská Federativní Republika, in slovacco Česká a Slovenská Federatívna Republika, o ČSFR ). Questa legge elencava esplicitamente i nomi nella forma lunga in entrambe le lingue affermando la loro natura paritaria.
Generalmente, in ceco e slovacco solo la prima parola del nome di un paese è in maiuscolo. La scrittura in maiuscolo di tutte le parole eliminava i problemi di primarietà relativi al maiuscolo di "Slovenská ".

## Eventi successivi
Sebbene la guerra del trattino non meritasse davvero il nome di "guerra", dimostrò l'esistenza di differenze tra cechi e slovacchi riguardo all'identità del loro paese condiviso. Nei due anni successivi sorsero controversie più sostanziali tra le due metà della federazione. Nel 1992, i politici cechi e slovacchi decisero di dividere il paese nei due stati di Repubblica Ceca e Repubblica Slovacca con il cosiddetto divorzio di velluto che entrò in vigore il 1º gennaio 1993 senza essere ratificato da un referendum popolare.